# Aislamiento (psicología)
El aislamiento, definido desde el psicoanálisis, es uno mecanismo de defensa, frecuente en lo neurosis obsesiva, consistente en aislar un pensamiento o comportamiento eliminando las conexiones con otros pensamientos, y llegando incluso a una ruptura con la existencia del individuo.
Ejemplos de aislamiento son las pausas en el curso del pensamiento, fórmulas, rituales, es decir, toda medida que permita establecer un hiato en la sucesión temporal de pensamientos o actos.
Desde el DSM-IV-TR se define el aislamiento afectivo como el afrontamiento que realiza el individuo ante conflictos emocionales y amenazas internas o externas, separando las ideas de los sentimientos asociados. Es decir, se hace una separación general de lo afectivo con lo cognoscitivo, aunque al pensar siempre haya una muestra pequeña de afecto o al amar se piense sobre lo que se ama. 
- Mecanismo de defensa

- Datos: Q312714